# Desmopsis trunciflora
Desmopsis trunciflora là loài thực vật có hoa thuộc họ Na. Loài này được (Schltdl. & Cham.) G.E.Schatz ex Maas, E.A.Mennega & Westra mô tả khoa học đầu tiên năm 1994.